# Logimat

Logo der Logimat

Logimat (Eigenschreibweise LogiMAT) ist eine jährlich stattfindende Fachmesse für Distribution, Material- und Informationsfluss. Veranstalter ist die Euroexpo Messe- und Kongress-GmbH München (Huss-Unternehmensgruppe), Veranstaltungsort ist die Messe Stuttgart am Flughafen Stuttgart. Die Logimat ist die größte jährlich stattfindende Logistikmesse in Europa.
2016 nahmen 1.280 Aussteller aus 32 Ländern teil. Die Netto-Ausstellungsfläche betrug 48.749 m². Es wurden 43.466 Messebesucher gezählt.
Die 15. Logimat fand vom 14. bis 16. März 2017 statt. Es nahmen 1.384 Aussteller (+7,8 % zum Vorjahr) aus 36 Ländern teil. Die Netto-Ausstellungsfläche betrug 51.170 m².
Die TradeWorld – Plattform für moderne Handelsprozesse fand 2017 zum vierten Mal in der Logimat statt.
2020 musste die Messe auf behördliche Anordnung wegen der Coronavirus-Epidemie kurzfristig abgesagt werden.

## Logimat International
- Logimat Southeast Asia
- Logimat India
- Logimat China: Vom 10. bis 12. April 2014 fand im Nanjing International Expo Centre (NIEC) in Nanjing, Hauptstadt der Province Jiangsu, erstmals die Logimat China statt. Die Messe zählte 2.500 Fachbesucher. Die Logimat China findet jährlich statt.

## Ausstellungsbereiche

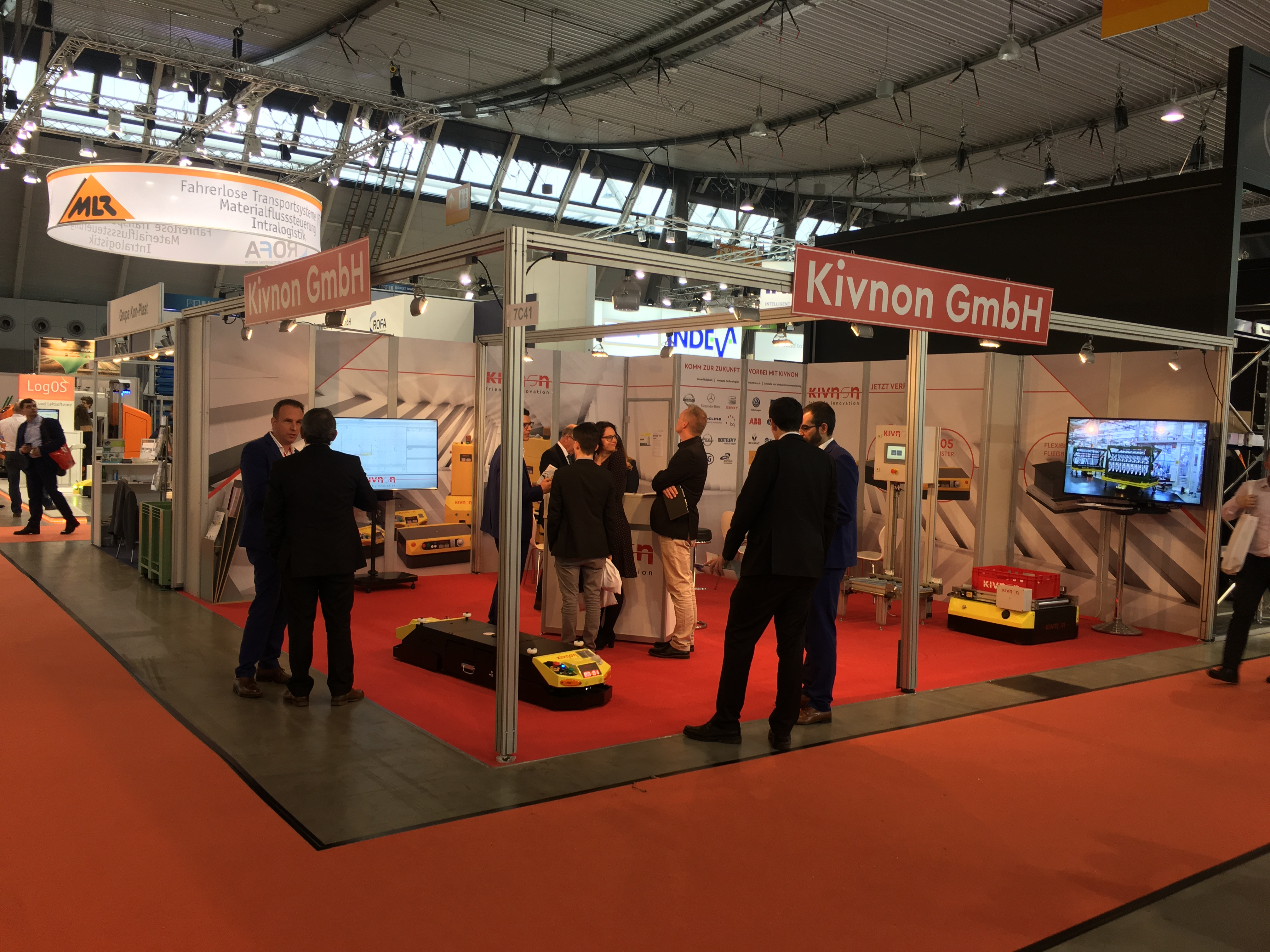
Blick auf einen Messestand (2018)

- Förder- und Lagertechnik, Lager- und Betriebseinrichtungen
- Flurförderzeuge und Zubehör
- Software für Lagersysteme
- Lager- und Produktionssteuerung, Robotics
- Verpackungen, Wiegen, Vermessen
- Verladetechnik, Verladesysteme
- Identifikation und Kennzeichnung
- Informations- und Kommunikationstechnik
- Kommissioniersysteme
- Retrofitting
- Energie, Umwelttechnik, Recycling und Entsorgung
- Sicherheit
- Outsourcing-Partner
- Logistics Facilities
- Beratung, Planung und Ausführung
- Behörden, Organisationen, Ausbildung und Kommunikatoren
- Handels- und Vertriebsprozesse im digitalen Handel

## Best Product Award
Seit 18 Jahren werden Aussteller für ihre innovativen Produkte ausgezeichnet, die maßgeblich dazu beitragen, Prozesse zu verschlanken, Kosten zu senken und die Produktivität in der innerbetrieblichen Logistik von Unternehmen zu steigern. Die Gewinner werden von einer unabhängigen Jury ermittelt, die die ausgestellten Produkte im Vorfeld der LogiMAT gemäß den Wettbewerbsanforderungen bewertet. Die Jury setzt sich aus Vertretern von Industrie, Forschung und Medien zusammen. Der Award hat sich als einer der begehrtesten in der Intralogistikbranche etabliert.
Die Preiskategorien der Auszeichnung "Bestes Produkt" sind:
- Software, Kommunikation, IT
- Kommissionier-, Förder-, Hebe-, Lagertechnik
- Identifikation, Verpackungs- und Verladetechnik, Ladungssicherung

### Gewinner des Preises Best Product
| Unternehmen                     | Jahr |
| ------------------------------- | ---- |
| PSI Software SE                 | 2025 |
| Logistics Reply GmbH            | 2024 |
| Greenplan GmbH                  | 2023 |
| SYNAOS GmbH                     | 2022 |
| Knapp AG                        | 2021 |
| MotionMiners GmbH               | 2020 |
| Heureka Business Solutions GmbH | 2019 |
| Berger Engineering GmbH         | 2018 |
| Swisslog AG                     | 2017 |
| Synfioo GmbH                    | 2016 |
| Jungheinrich AG                 | 2015 |
| Heidler Strichcode GmbH         | 2014 |
| IPO.Plan GmbH                   | 2013 |
| Pepperl+Fuchs GmbH              | 2012 |
| Logivations GmbH                | 2011 |
| gaxsys GmbH                     | 2010 |
| Axxom Software AG               | 2009 |
| Dr. Thomas + Partner GmbH       | 2008 |
| Dematic GmbH & Co. KG           | 2007 |
| Wanko Informationslogistik      | 2006 |
| Salomon Automation              | 2005 |
| SATO AG                         | 2004 |

| Unternehmen                                           | Jahr |
| ----------------------------------------------------- | ---- |
| KATHREIN Solutions GmbH                               | 2025 |
| CMC Packaging Automation S.p.A                        | 2024 |
| TRAPO GmbH                                            | 2023 |
| Sick Vertriebs-GmbH                                   | 2022 |
| Inotec Barcode Security GmbH                          | 2021 |
| Kern AG                                               | 2020 |
| VITRONIC Dr.-Ing. Stein Bildverarbeitungssysteme GmbH | 2019 |
| ProGlove                                              | 2018 |
| conbee GmbH                                           | 2017 |
| SICK Vertriebs-GmbH                                   | 2016 |
| Kathrein Sachsen GmbH, Geschäftsbereich Kathrein RFID | 2015 |

| Unternehmen                                            | Jahr |
| ------------------------------------------------------ | ---- |
| Knapp AG                                               | 2025 |
| Brightpick / Photoneo s.r.o.                           | 2024 |
| MEYSENS GmbH                                           | 2023 |
| Bosch Rexroth AG, Geschäftsbereich Assembly Technology | 2022 |
| Grenzebach Maschinenbau GmbH                           | 2021 |
| Wiferion GmbH                                          | 2020 |
| EXOTEC Solutions SAS                                   | 2019 |
| Magazino GmbH                                          | 2018 |
| Knapp AG                                               | 2017 |
| STILL GmbH                                             | 2016 |
| Kaufmann Bausysteme GmbH                               | 2015 |